# Submarinul rus K-141 Kursk
Submarinul rus K-141 Kursk Clasa Oscar II (denumirea sovietică: 949A Antey pentru seria Oscar II) este un tip de submarin cu propulsie nucleară, purtător de rachete de croazieră care a fost inclus în marina sovietică în anul 1995 și s-a aflat în componența Flotei de Nord a Rusiei. În urma unui accident tragic la 12 august 2000, submarinul s-a scufundat în marea Barents, la o distanță de 175 km de orașul Severomorsk și la o adâncime de 108 metri (lungimea la vaterlinie fiind de 154 metri). 
Versiuni ale accidentului (au fost fixate 2 explozii):
- explozia unei torpile în interior, după care au explodat torpilele (din tuburi și din stoc) care erau în pupa submarinului (versiunea oficială),
- explozia unei mine din timpul războiului,
- "ciocnirea" cu un submarin american în urmă cărei a exploadat torpila în interior,
- torpilarea de către un submarin american,
- "urma" cecenă - singurul civil de pe navă avea numele Mamed Gadjiev și era constructorul principal la uzina militară Dagdizeli (producătoare de torpile),
- furtul metalelor prețioase din dispozitivele de ardere (fără flacără) a hidrogenului care se elimină de la acumulatoare.

Echipajul, în număr de 118 oameni, au fost declarați decedați. După ridicarea la suprafață 115 cadavre au fost identificate, rămașițele a trei persoane (doi marinari și un civil) nu au fost găsite.
Boris Kuznețov, care reprezenta interesele celor care au suferit în urma accidentului, a supus unei critici aspre rezultatele investigațiilor oficiale. El considera că dacă autoritățile ruse ar fi apelat la ajutorul propus de alte țări "ar fi putut fi salvați cel puțin cei 23 marinari care se aflau în ultimul compartiment și au mai trăit două zile și jumătate". Deși Kuznețov susținea versiunea oficială a tragicului accident, există mai mulți specialiști care au mari rezerve și înclină spre versiunile unui factor exterior - coliziunea cu un submarin străin (sau atacul acestuia).
Cronologia evenimentelor și situațiile care pun la îndoială versiunea oficială:
- 11 august, K-141 după încărcarea munițiilor (torpilelor și rachetelor) iese în mare pentru a participa la manevre ale Flotei de Nord avînd ca sarcină lansarea torpilelor și rachetelor în cadrul manevrelor;
- 12 august ora 11:30:42. În raionul manevrelor o stația seismologica norvegiană fixează un cutremur cu magnitudinea de 1,5 baluri, la ora 11:32:57 - al doilea (3,5 baluri) ce are echivalentul exploziei a 1-2 tone de trotil;
- 12 august ora 23:00. K-141 nu reia legătura cu comandamentul, fapt care implicit duce la declararea statutului de accident al navei;
- 13 august ora 00:55. Ofițerul de serviciu operativ ordonă plecarea spre raionul accidentului a navei de salvare "Mihail Rudnițkii" (cu două mini submarine).

La ridicarea la suprafață a submarinului s-a constatat:
- K-141 avea periscopul scos - submarinul se afla la nivelul periscopic sau încerca să iasă la suprafață;
- pragul (platforma) de conexiune a mini submarinelor cu ieșirea din ultimul compartiment era defectat - exploziile sau coliziunea au deformat corpul submarinului.
- Cea mai mare parte a epavei a fost ridicată și au fost analizate și alte bucăți de resturi. Ancheta oficială a ajuns la concluzia că echipajul Kursk se pregătea să încarce o torpilă "Kit" de manechin 65–76. O sudare defectuoasă a carcasei sale a scurs peroxid de test înalt (HTP), ceea ce a determinat explozia combustibilului de kerosen al torpilelor. Explozia a aruncat in aer ușile interioare, cât și cele exterioare ale tubului, au aprins un incendiu, au distrus pachetul dintre primul și al doilea compartiment, au deteriorat camera de control din cel de-al doilea compartiment și au incapacitat sau ucis echipajul camerei de control. Producătorul torpilelor a contestat această ipoteză, insistând că designul său va împiedica tipul de eveniment descris.
- Vice-amiralul Valery Ryazantsev a atras atenția asupra defecțiunilor sistemului din Marina Rusă, cum ar fi utilizarea riscantă a torpilelor HTP extrem de volatile, cunoscute ca provocând scufundarea HMS Sidon. Ryazantsev a acuzat marina rusă că nu a instruit în mod corespunzător echipajul, care nu părea să fi închis în mod corespunzător capacul trapei interioare. În cele din urmă, comisia a concluzionat că supravegherea slabă, reducerile bugetare și inspecțiile incomplete de întreținere au contribuit la explozie.
- La două minute și cincisprezece secunde după explozia inițială, submarinul era pe fund când focul inițial intens a declanșat detonarea între cinci și șapte focoase de torpilă. A doua explozie a echivalat cu peste două tone de TNT. Acesta a prăbușit pachetele dintre primele trei compartimente și toate punțile, a rupt o gaură mare în coca, a distrus compartimentul patru și i-a ucis pe toți încă în viață situati înainte de reactorul nuclear din al cincilea compartiment. In mod normal,reactoarele nucleare se închid în siguranță.
- În urma operațiunilor de salvare, analiștii au concluzionat că 23 de marinari din cel de-al șaselea prin al nouălea compartimente s-au refugiat în micul al nouălea compartiment și au supraviețuit mai mult de șase ore. Pe măsură ce oxigenul scădea, membrii echipajului au încercat să înlocuiască un cartuș de oxigen chimic cu superoxid de potasiu, care a căzut din greșeală în apa uleioasa de mare și a explodat la contact. Explozia rezultata a ucis câțiva membri ai echipajului și a declanșat un incendiu care a consumat oxigenul rămas, sufocând restul supraviețuitorilor.
- Lipsiti de  informații, familiile victimelor s-au angajat într-o întâlnire furioasă și volatilă cu președintele nou ales Vladimir Putin. Caseta video a reuniunii a fost igienizată pentru publicul rusesc, dar s-a scurs în mass-media internațională, ulterior șocând audiențele rusești când au văzut in materialele cum o mama este sedata forțat înainte de a fi scoase din ședință.